# Johann Lepenant
Johann Théo Tom Lepenant (* 22. Oktober 2002 in Granville) ist ein französischer Fußballspieler, der aktuell bei Olympique Lyon in der Ligue 1 unter Vertrag steht und in der Saison 2024/25 an den FC Nantes ausgeliehen ist.

## Karriere

### Verein
Lepenant begann seine fußballerische Laufbahn bei der US Granville in seinem Geburtsort. 2017 wurde er von SM Caen entdeckt und wechselte in deren Jugendakademie. Im Dezember 2019 absolvierte er dort auch die erste Partie für die Zweitvertretung in der National 2. Im Februar des Folgejahres spielte er mit der U19-Mannschaft bei der Coupe Gambardella. Am 12. September 2020 (3. Spieltag) kam er zu seinem Profidebüt in der Ligue 2, als er kurz vor Schluss gegen AF Rodez in die Partie kam. Gegen Ende der Saison wurde Lepenant zum Stammspieler bei Caen und kam in 21 Profispielen zum Einsatz. Auch in der Saison 2021/22 war Lepenant im Mittelfeld absolut gesetzt und spielte 35 von 38 möglichen Ligapartien für Caen.
Im Sommer 2022 wechselte er für viereinhalb Millionen Euro in die Ligue 1 zu Olympique Lyon. Dort stand er direkt am ersten Spieltag bei einem 2:1-Sieg über den AC Ajaccio in der Startelf und gab somit sein Debüt für den Verein.
Im Sommer 2024 wurde Lepenant für eine Saison an den Ligakonkurrenten FC Nantes verliehen.

### Nationalmannschaft
Lepenant spielte bereits für mehrere Juniorenauswahlen der FFF. Mit der U17-Nationalmannschaft spielte er unter anderem bei der U17-EM 2019, wo er dreimal zum Einsatz kam und sein Team im Halbfinale ausschied. Auch bei der U17-WM im selben Jahr spielte er dreimal, diesmal belegten die Franzosen den dritten Platz. 2024 nahm er für Frankreich an den Olympischen Spielen teil.
Anlässlich der U-21-Europameisterschaft 2025 in der Slowakei wurde Lepenant von Trainer Gérald Baticle in das französische Aufgebot berufen.